# Austrian Airlines Group
A Austrian Airlines Group é um grupo de companhias aéreas criado em 1957 formada pela Austrian Airlines, Lauda Air, Tyrolean Airways e diversas empresas de participação minoritária. Têm um total de 99 aeronaves e, em 2007, transportaram cerca de 10.8 milhões de passageiros.
Este grupo fez parte do Programa de milhagem  Qualiflyer, da Swissair mas, em 2002, passou para a Star Alliance.

## Empresas do grupo

### Maioritárias
- Austrian Airlines
- Lauda Air
- Tyrolean Airways

### Minoritárias
- Austrian Technik: empresa de manutenção do grupo.
- AVS-Insurances
- TUI Austria
- Traviaustria
- AirPlus Creditcardinstitute
- Wiener Börse AG
- SCA Schedule Coordination Austria
- ACS AirContainerService GmbH
- Österreichische Luftfahrtschule Aviation Training Center Austria GmbH
- Avicon Aviation Consult GmbH

## Frota
(Dados de Dezembro de 2007)
| Aeronave                               | Versão                                 | Quantidade        | Idade média       | Observações                                                        |
| AUSTRIAN AIRLINES                      | AUSTRIAN AIRLINES                      | AUSTRIAN AIRLINES | AUSTRIAN AIRLINES | AUSTRIAN AIRLINES                                                  |
| -------------------------------------- | -------------------------------------- | ----------------- | ----------------- | ------------------------------------------------------------------ |
| Airbus A320 Series                     | A319-112                               | 7                 | 3.0 anos          |                                                                    |
|                                        | A320-214                               | 8                 | 8.4 anos          | 2 com as cores da Lauda Air                                        |
|                                        | A321-111/211                           | 6                 | 10.2 anos         |                                                                    |
|                                        |                                        | 21                | 7.1 anos          |                                                                    |
| Boeing B737 Series                     | B737-600                               | 1                 | 7.7 anos          |                                                                    |
|                                        | B737-700                               | 2                 | 6.7 anos          | um com as cores da Lauda Air, um com as cores da Austrian Airlines |
|                                        | B737-800                               | 7                 | 5.1 anos          | com as cores da Lauda Air                                          |
|                                        |                                        | 10                | 5.7 anos          |                                                                    |
| Boeing B767 Series                     | B767-300ER                             | 6                 | 11.9 anos         | 3 com as cores Star Alliance                                       |
| Boeing B777 Series                     | B777-200ER                             | 4                 | 6.6 anos          |                                                                    |
|                                        |                                        | 10                | 9.8 anos          |                                                                    |
| Total da Austrian Airlines e Lauda Air | Total da Austrian Airlines e Lauda Air | 41                | 7.4 anos          |                                                                    |
|                                        |                                        |                   |                   |                                                                    |
| TYROLEAN AIRWAYS                       |                                        |                   |                   |                                                                    |
| Fokker 70/100                          | Fokker 70                              | 9                 | 13.0 anos         |                                                                    |
|                                        | Fokker 100                             | 14                | 15.1 anos         | um F100 será substituído por um CRJ.                               |
|                                        |                                        | 23                | 14.3 anos         |                                                                    |
| Bombardier série Q                     | Q300                                   | 12                | 10.8 anos         |                                                                    |
|                                        | Q400                                   | 10                | 6.3 anos          | 4 novos Q400 da SAS irão substituir os dois Q300 e CRJ.            |
|                                        |                                        | 22                | 8.8 anos          |                                                                    |
| Bombardier Canadair Regional Jet       | CRJ200                                 | 13                | 10.0 anos         |                                                                    |
| Total da Tyrolean Airways              | Total da Tyrolean Airways              | 58                | 11.3 anos         |                                                                    |
|                                        |                                        |                   |                   |                                                                    |
| Total do grupo                         | Total do grupo                         | 99                | 9.7 anos          |                                                                    |